# Planonasus
Planonasus is een geslacht van kraakbeenvissen uit de familie van de valse kathaaien (Pseudotriakidae).

## Soorten
- Planonasus indicus Ebert, Akhilesh & Weigmann, 2018
- Planonasus parini Weigmann, Stehmann & Thiel, 2013